# Jean-Yves Ranarivelo
Pas d'image ? Cliquez ici
Jean-Yves Ranarivelo Alias Joda, dit Joda, est un pilote automobile Malgache engagé en rallyes automobiles.

## Biographie
Il a fait ses études au collège Saint-Michel d'Antananarivo.
Ce pilote est à ce jour le plus titré de l'histoire automobile de l'île, avec quatre titres nationaux remportés, dont trois consécutivement.
Il a été copiloté par Eric Razafitsifera, Jean-Philippe Teilliet, Teddy Rahamefy, et son copilote actuel est Rila Ranaivomampianina.
Tous deux ont été engagés en 2010-2011 dans les épreuves continentales africaines ARC, sur une Subaru Impreza STi Gr.N12 de l'écurie "Total Quartz DHL").
Ils sont rattachés au Club Asa Tana, où ils ont été formés, que préside le pilote Laza Randriamifidimanana, champion national de rallyes en 2011.

## Palmarès
Courses de côte et de slaloms:

(13 victoires scratch)

- Cinq fois Champion de Madagascar, en 1994, 1995, 1996, 1998 et 2000;

Rallyes:

(31 victoires scratch -classement général-, dont 6 en International) 
- Vice-champion de Madagascar en 1994;
- Vice-champion de Madagascar en 1995;
- Vice-champion de Madagascar en 1996;
- Vice-champion de Madagascar en 1997;
- Champion de Madagascar en 1998 (copilote Jean-Philippe Teilliet);
- Champion de Madagascar en 1999 (copilote Jean-Philippe Teilliet, de son côté aussi champion en 2007, et en 2011 avec L.Randriamifidimanana);
- Champion de Madagascar en 2004 (copilote Mamy Kely);
- Champion de Madagascar en 2010 (copilote Rila Ranaivomampianina, dit Rila, après une interruption volontaire complète des compétitions mécaniques par Joda durant trois pleines saisons);
- 3e du Championnat d'Afrique des rallyes en 2011 (épreuves ARC) (en remportant 3 des 8 épreuves inscrites au calendrier);

### 3 victoires dans les épreuves ARC en2011
- Rallye de Tanzanie;
- Rallye du Rwanda (Mountain Gorilla Rally kényan);
- Rallye International de Madagascar (traditionnellement dernière épreuve du calendrier africain);
  - 3e du KCB Safari rally.

### Victoires notables dans le championnat malgache
- 1998: Rallye International de Madagascar (dit Le RIM, remporté avec le championnat en 1957 par Jo Schlesser);
- 1999: RIM;

...?..
...interruption en 2007, 2008, et 2009;
- 2010: rallye FSAM;
- 2011: RIM;
- 2012: rallye FSAM (de la Fédération de Sport Automobile Malgache (ou FFMSAM)).